# Membraanplaque
Membraanplaques zijn rigide gebieden op de celmembraan van een epitheelcel. Ze komen voornamelijk voor in de urineblaas, waar ze zorgen voor de uitrekbaarheid van de blaas. Bij weinig inhoud in de blaas zorgen de membraanplaques voor het inplooien van de celmembraan, hierdoor wordt de blaas kleiner. Bij veel inhoud zorgt de interne druk automatisch voor het verdwijnen van de plooien en wordt de blaas groter. Membraanplaques komen ook voor in de urinewegen.